# Кила (Грчка)
Кила (грч. Κοίλα) је насељено место у општини Кожани у периферији Западна Македонија, Грчка. Према попису из 2021. године било је 916 становника.
Према бугарском географу и историчару, Василу Канчову, у Кили је 1900. године живело 199 Турака. Године 1923. турско становништво је принудно исељено у Турску а на њихово место је насељено 60 грчких избегличких породица, укупно 236 особа. На попису из 1928. године Кила је имала 317 становника. Село се раније звало Исламли.